# Saulces-Champenoises

Saulces-Champenoises este o comună în departamentul Ardennes din nordul Franței. În 1 ianuarie 2022 avea o populație de 221 de locuitori.